# 天安沈没事件
天安沈没事件（てんあんちんぼつじけん、、チョナンちんぼつじけん）は、大韓民国海軍の浦項級コルベット「天安」が2010年3月26日に朝鮮人民軍の魚雷攻撃で撃沈された事件である。日本では、外務省が韓国哨戒艇沈没事件と呼称した他、韓国哨戒艦撃沈事件との表記も見られた。

## 概要

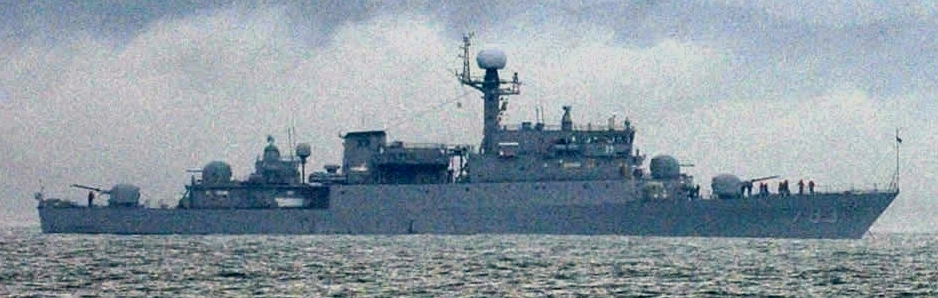
天安と同型の浦項級コルベット23番艦新興(PCC-783)

2010年3月26日21時45分頃、朝鮮半島西方黄海上の北方限界線（NLL）付近（白翎島西南方）を航行中だった浦項級コルベット14番艦「天安」の船体後方が爆発し、船体が2つに切断され沈没、乗組員104名のうち46名が行方不明になった。
これを受け、韓国政府はただちに緊急安全保障関係閣僚会議を招集、原因究明と対応協議に乗り出した。この海域では北朝鮮軍との小競り合いが頻発しており、韓国国内では北朝鮮による攻撃を疑う声が上がったが、韓国政府は「すべての可能性を念頭に置いている」と慎重な姿勢を示していた。
4月15日、切断された船体の後半部分が引き揚げられ、行方不明となっていた46名のうち36名の遺体が収容された。船体には外部から爆発による衝撃を受けた痕跡が残されており、魚雷や機雷と接触したという見方が強まった。韓国政府は慎重を期するために国外の専門家を交えて爆発原因の本格的な調査を開始した。
4月24日には船体の残り前半部分が引き揚げられ、これを調べた軍と民間の合同調査団は、内部爆発の可能性はなく、艦から近い水中での爆発により艦体が切断し、沈没した可能性が高いという見解を示した。
5月20日、軍と民間の合同調査団（韓・英・米・豪・瑞）は、天安は北朝鮮による魚雷の攻撃を受けて沈没したと断定する調査結果を発表した。結論の根拠としては、沈没現場の周辺で北朝鮮製の特徴を示す大型魚雷の残骸が発見されたこと、また、天安の沈没に前後して北朝鮮の潜水艦と母艦の活動が確認されたことが挙げられている。攻撃に使用された潜水艦艇としてヨノ型潜水艇の可能性があるとも発表されている。なお北朝鮮の祖国平和統一委員会は関与を否定し「謀略」であるとして韓国を批判している。
韓国の李明博大統領は、2010年5月24日「対国民談話」を発表し、韓国海軍所属の哨戒艦「天安」が北朝鮮の魚雷によって沈没した事件を「大韓民国を攻撃した北朝鮮の軍事挑発」とした上で、「北朝鮮は自らの行為に相応した対価を支払うことになる」とした。また、北朝鮮の責任を追及するため、北朝鮮の船舶が韓国の海域および海上交通路を利用することを禁じ、南北間交易を中止する措置を取るとした。また、韓国の領海と領空、そして領土を武力で侵略する場合、即時に自衛権を発動するほか、国連安全保障理事会への提起、および国際社会とともに北朝鮮の責任を追及するとした上で、韓国軍の戦力および米韓防衛体制を一層強化するとした。
一方、軍民合同調査団のシン・サンチュル専門委員は、「沈没は座礁と衝突によるもの」と、これらを批判する所見を出している。
2012年8月27日、韓国地震研究所のキム・ソグ所長は「韓国海軍が放置した機雷が爆発の原因である可能性が高い」と話したと複数の韓国メディアが報じた。
これによると、事故当時の地震波と空中音波、水中音波を分析した結果、爆発によって生じた地震規模は、火薬成分のトリニトロトルエン（TNT）136キログラムの爆発力に相当すると指摘した。これは、1970年代に韓国海軍が黄海上に配置し、そのまま放置した陸上操縦機雷の爆発力と一致するという。また、爆発の際観測されたバブル周期にも言及している。魚雷の爆発ではバブル周期が1.1秒以上だが、天安の爆発で観測されたデータからは0.99秒が推測されたとし、0.99秒はTNT136キログラムの爆薬が水深8メートルで爆発した時に観測されるデータと同じだったとする。同内容は、TNT250キログラムの北朝鮮製魚雷（CHT-02D）が水深6－9メートルで爆発し、地震規模1．5が発生したとする韓国軍と民間による合同調査団の発表とは大きくかけ離れる。
キムは再調査が妥当だとの考えを示したが、韓国国防部の関係者は「"北朝鮮製魚雷によって天安艦が攻撃された"という結果は、各国の専門家が数ヶ月かけて検証し導き出したものだ」とし、機雷による爆発の可能性を否定した。
2018年にオーマイニュースが過去の陰謀論を否定し、パク・チェソ少佐が張成沢から直接聞いた証言から「北朝鮮（強硬派）による挑発」という事実は明白と指摘したが、李明博政府の対応が(北朝鮮内部の)対韓穏健派の立場を無くさせ穏健派の大量粛清につながったこと、また北朝鮮軍内部の強硬派の勢力拡大を知りながら警戒を怠ったことを指摘して李明博政府の北朝鮮管理能力も批判している。張成沢の「中国瀋陽軍区の情報サポートなしで、私達の海軍の力だけでは絶対不可能だ」との発言から北朝鮮強硬派が関係の深い瀋陽軍区から衛星情報など支援を受けて実行していたと指摘した。

## 捜索中の二次被害
事件発生4日後の3月30日、水深約40メートルの沈没した艦内で作業中のダイバーが意識不明となり、病院に搬送されたが死亡した。また4月2日には、遺留品の捜索に協力していた底曳網漁船（99トン級）がカンボジア船籍の貨物船と衝突し沈没。9名が行方不明となった。
これらによる10名の犠牲者を含めると、本事件に関連した犠牲者は56名となる。

## 韓国の一般人の反応
2012年までアメリカ海軍太平洋艦隊司令官だったパトリック・ウォルシュは2017年に朝鮮日報のインタビューで「全ての証拠が北朝鮮がしたと証明しているのに、多くの韓国人が『原因は別にある』と信じていたことに大きな衝撃を受けた」として韓国人の北朝鮮に対する警戒心が低すぎると述べている。

## 遺族の不満
天安艦沈没が北朝鮮の攻撃仕業であるという事実を、「左派政治家や市民団体が視覚的に否定している」とし、2018年平昌オリンピック閉会式に天安艦を攻撃した北朝鮮の金英哲朝鮮労働党副委員長の韓国への誘致を目指す文在寅大統領に対して、「天安艦爆沈が北韓（北朝鮮）の仕業という確かな立場を大統領が韓国国民の前に表明して、北朝鮮のせいではないと主張する人々のために起きている南南葛藤の原因を取り除いてほしい」と批判して訪問に反対している。
2020年3月、顕忠院で開かれた西海守護の日の式典では、沈没事件の遺族が招待された。この一人が、文在寅に詰め寄り、「天安艦沈没はだれの仕業か」と詰問した。文はこれに「北朝鮮の行為というのが、政府の認識」と返した。
また、2020年6月、韓国政府は、顕忠日の行事で、天安沈没事件と第1、第2延坪海戦の遺族を招待しないことを発表した。韓国政府は「コロナ流行を鑑みて、出席者を絞ったため」と説明しているが、韓国軍内では「文大統領が、自らの主催する行事に、天安艦遺族らが出席する事は不快だったのではないか」との話が出ているという。